# Robert Earl Jones

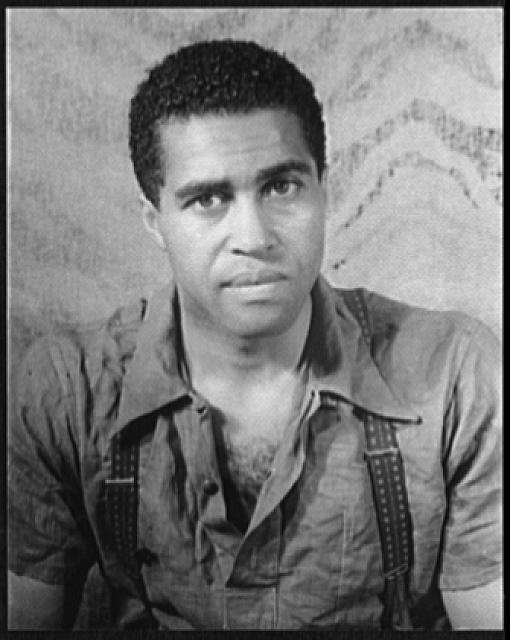
Robert Earl Jones (1938)

Robert Earl Jones (* 3. Februar 1910 in Senatobia, Mississippi; † 7. September 2006 in Englewood, New Jersey) war ein US-amerikanischer Schauspieler. Er war der Vater des Schauspielers James Earl Jones.

## Leben
Er brach die Schule vorzeitig ab, um eine Farm zu pachten und später für die Eisenbahn zu arbeiten. Nachdem er während der Weltwirtschaftskrise arbeitslos wurde, begann er sich als Boxer durchzuschlagen und war 1937 unter anderem Sparringspartner des Boxweltmeisters Joe Louis.
Seine Schauspielkarriere begann Robert Earl Jones in den 1930er-Jahren. Er bewegte sich Umfeld von Künstlern der Harlem Renaissance und wurde etwa 1938 von Langston Hughes persönlich für sein Theaterstück Don't You Want to Be Free? ausgewählt. Seine ersten beiden Filme aus den Jahren 1939 und 1940 entstanden unter Regie des schwarzen Independent-Filmemachers Oscar Micheaux. Ab Ende der 1950er-Jahre erfolgten auch erste Auftritte in Hollywood-Filmen, etwa in Elia Kazans Wilder Strom. In den 1960er-Jahren trat er in mehreren Stücken neben seinem Sohn James Earl Jones auf.
1973 war Robert Earl Jones in dem mit sieben Oscars ausgezeichneten Kinohit Der Clou an der Seite von Paul Newman und Robert Redford als alternder Trickbetrüger Luther Coleman zu sehen, dessen Ermordung die Haupthandlung des Filmes in Gang setzt. In den 1980ern hatte er kleinere Nebenrollen in der Filmkomödie Die Glücksritter neben Eddie Murphy und Dan Aykroyd sowie in Der einzige Zeuge mit Harrison Ford. 1991 spielte er in der Uraufführung von Mule Bone, einem 60 Jahre zuvor geschriebenen, aber nie aufgeführten Theaterstück von Langston Hughes. Seinen letzten Filmauftritt absolvierte er 1993 an der Seite von Jeff Daniels und Ming-Na Wen in dem Drama Lautloser Regen.
Robert Earl Jones war mehrmals verheiratet. Er machte Schlagzeilen, als er 1996 im Alter von 86 Jahren noch einmal den New York City Marathon mitlief. Am 7. September 2006 starb er im Alter von 96 Jahren.

## Filmografie (Auswahl)
- 1939: Lying Lips
- 1940: The Notorious Elinor Lee
- 1959: Wenig Chancen für morgen (Odds Against Tomorrow)
- 1960: Wilder Strom (Wild River)
- 1960: The Secret of the Purple Reef
- 1963: Preston & Preston (The Defenders; Fernsehserie, 1 Folge)
- 1964: Ruf nicht zu laut (One Potato, Two Potatos)
- 1973: Der Clou (The Sting)
- 1976: Kojak – Einsatz in Manhattan (Kojak; Fernsehserie, 1 Folge)
- 1977: Tod im Fahrstuhl (Ningen no shômei)
- 1978: Lou Grant (Fernsehserie, 1 Folge)
- 1983: Die Glücksritter (Trading Places)
- 1983: Blutiger Sommer – Das Camp des Grauens (Sleepaway Camp)
- 1984: Cotton Club (The Cotton Club)
- 1985: Der einzige Zeuge (Witness)
- 1990: Maniac Cop 2
- 1993: Lautloser Regen (Rain Without Thunder)